# Maxtor Corporation
Maxtor Corporation – producent nośników danych, znany najbardziej ze swoich twardych dysków. Firma ma w swojej ofercie produkty dla komputerów osobistych, wydajnych serwerów oraz elektroniki użytkowej.
Jak podano na oficjalnej stronie firmy 22 maja 2006, Maxtor Corporation został wykupiony przez Seagate Technology.